# Меркурий (Иванов)
Митрополи́т Мерку́рий (в миру Игорь Владимирович Ивано́в; род. 21 января 1964, Порхов, Псковская область) — архиерей Русской православной церкви; митрополит Ростовский и Новочеркасский, глава Донской митрополии. Генеральный директор художественно-производственного предприятия «Софрино» (2020—2021), председатель Синодального отдела религиозного образования и катехизации (2009—2020).

## Биография
Родился 21 января 1964 года в городе Порхове Псковской области в семье рабочих. В 1981 году окончил среднюю школу.

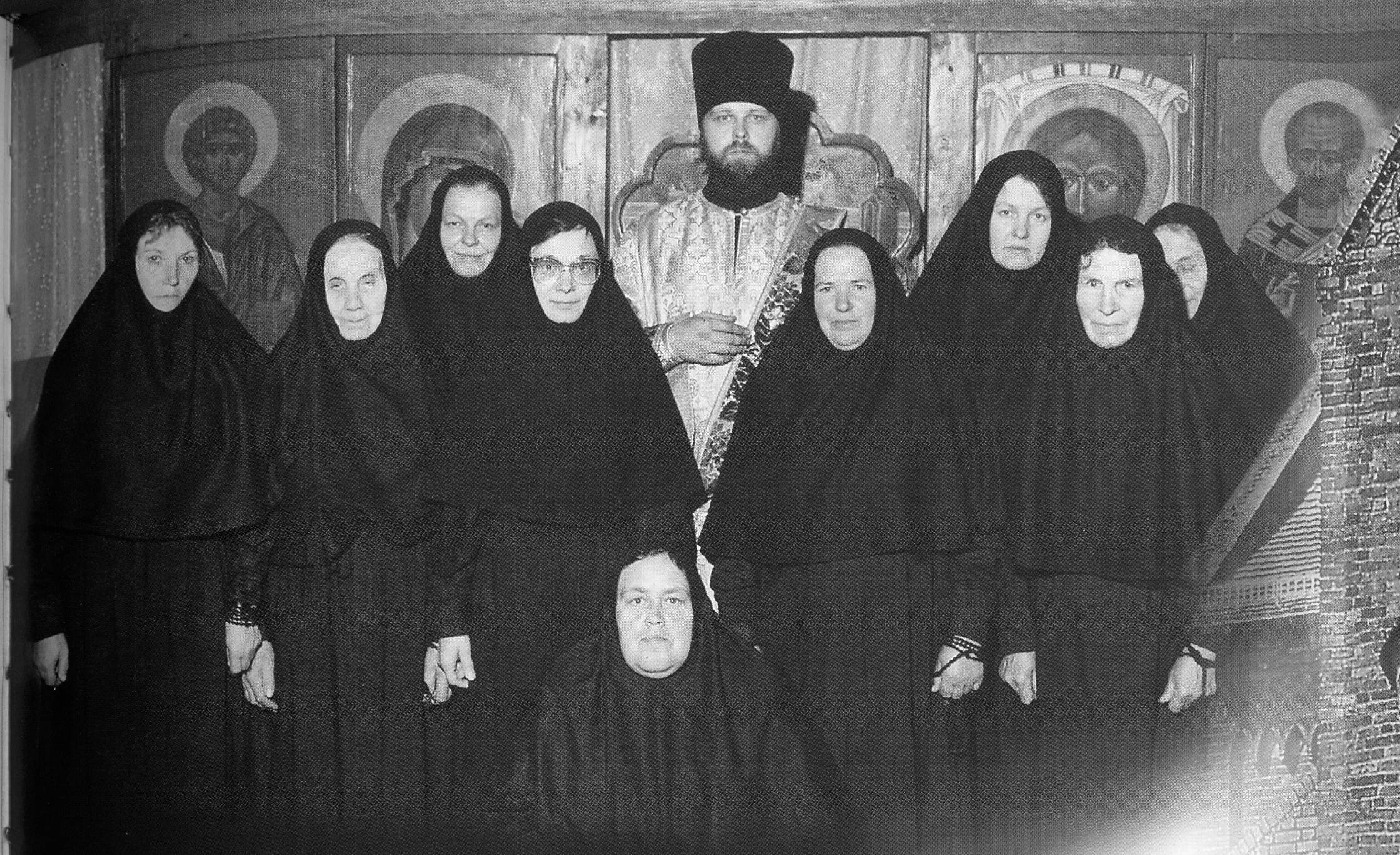
Иеродиакон Меркурий с монахинями Никольского монастыря в Калининграде, 1990 год

В 1981—1982 годах работал в операционном блоке районной больницы в должности медбрата. В 1982 году поступил в Ленинградский педиатрический медицинский институт.
12 марта 1988 года на 5-м курсе института пострижен в монашество с именем Меркурий в честь великомученика Меркурия Кесарийского.
15 января 1989 на 6-м курсе института архиепископом Смоленским и Калининградским Кириллом рукоположён в сан иеродиакона.
В 1989 году окончил Ленинградский педиатрический медицинский институт со специальностью врача-педиатра.
6 августа 1989 года архиепископом Смоленским и Калининградским Кириллом рукоположён в сан иеромонаха и назначен штатным священником Никольского собора Калининграда.
С 3 апреля 1990 года — настоятель храма Казанской иконы Божьей Матери в посёлке Янтарном Калининградской области.
С 13 января 1991 года — настоятель храма Преподобного Серафима Саровского города Светлогорска Калининградской области.
17 ноября 1992 году возведён в сан игумена.
С 5 мая 1993 года — настоятель церкви Рождества Пресвятой Богородицы в Калининграде.
В период с 1992 по 1994 год экстерном окончил Санкт-Петербургскую Духовную семинарию.
С 5 мая 1996 года назначен настоятелем строившегося кафедрального собора Христа Спасителя в Калининграде.

### Архиерейство

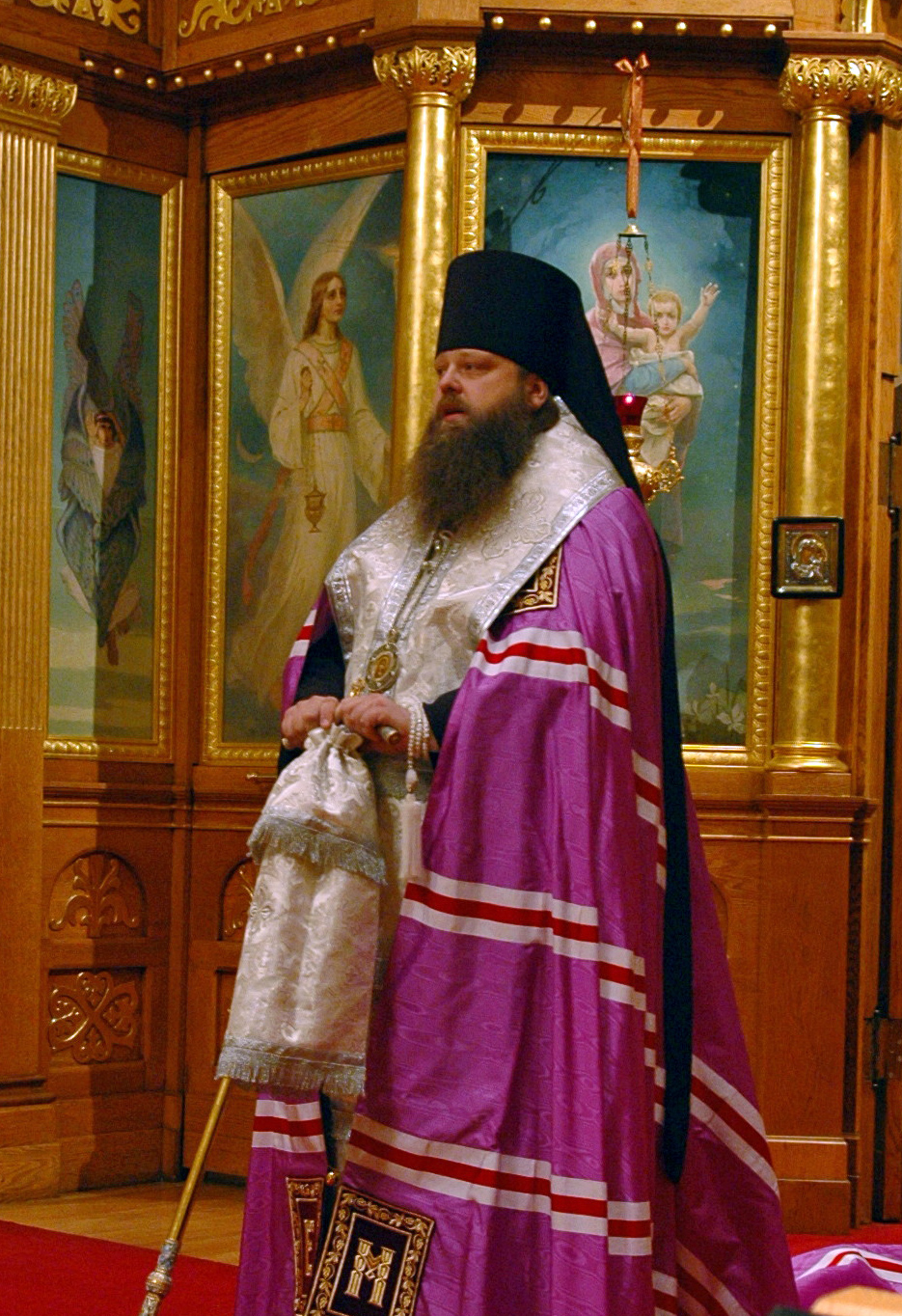
Епископ Зарайский Меркурий, 2005 год

28 декабря 1999 года решением Священного синода игумену Меркурию определено быть епископом Зарайским, викарием Московской епархии, управляющим Патриаршими приходами в США.
9 января 2000 года возведён в сан архимандрита. 5 февраля в Богоявленском кафедральном соборе в Москве было совершено наречение архимандрита Меркурия во епископа Зарайского, викария Московской епархии. 6 февраля в Богоявленском кафедральном соборе в Москве хиротонисан во епископа Зарайского, викария Московской епархии, назначен управляющим Патриаршими приходами в США. Хиротонию совершали патриарх Московский и всея Руси Алексий II, митрополит Минский и Слуцкий Филарет (Вахромеев), митрополит Крутицкий и Коломенский Ювеналий (Поярков), митрополит Смоленский и Калининградский Кирилл (Гундяев), митрополит Солнечногорский Сергий (Фомин), митрополит Волоколамский и Юрьевский Питирим (Нечаев), архиепископы Псковский и Великолукский Евсевий (Саввин), епископ Тверской и Кашинский Виктор (Олейник), епископ Бронницкий Тихон (Емельянов), епископ Балтийский Пантелеимон (Кутовой), епископ Орехово-Зуевский Алексий (Фролов), епископ Красногорский Савва (Волков).
Экстерном окончил Санкт-Петербургские православные духовные семинарию и академию.
24 сентября 2003 года в здании Генерального консульства РФ в Нью-Йорке состоялась его рабочая встреча с президентом России Владимиром Путиным.
7 июня 2007 года на заседании учёного совета Санкт-Петербургской духовной академии удостоен степени кандидата богословия за работу «Труды блаженного Августина, епископа Иппонийского, как литургический источник».
31 марта 2009 года освобождён от обязанностей управляющего Патриаршими приходами в США и назначен председателем Синодального отдела религиозного образования и катехизации. 7 апреля того же года совершил свою первую Божественную литургию в храме преподобного Сергия Радонежского Высоко-Петровского монастыря, где располагался данный синодальный отдел, таким образом вступив в должность главы отдела.
В апреле 2009 года назначен настоятелем подворья патриарха Московского и всея Руси храмов Высоко-Петровского монастыря.
С 27 июля 2009 года — член Межсоборного присутствия Русской православной церкви.
25 сентября 2009 года на заседании специализированного учёного совета Ужгородской богословской академии имени святых Кирилла и Мефодия «принято решение о нострификации диплома кандидата богословия СПбПДА епископа Зарайского Меркурия на диплом доктора богословия».
10 октября того же года Священный синод, заслушав прошение епископа Меркурия, благословил «открытие Высоко-Петровского мужского монастыря (г. Москва) для возобновления в нём монашеской жизни» и назначил епископа Меркурия наместником данного монастыря.

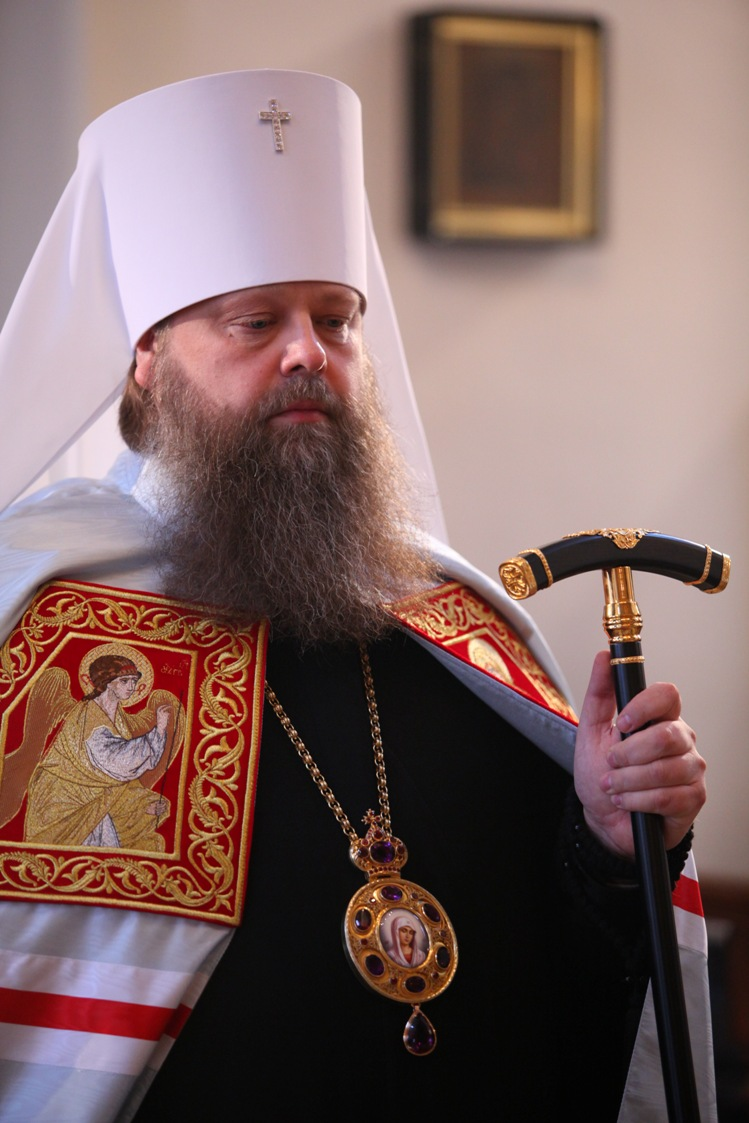
Митрополит Меркурий в 2011 году

С декабря 2010 по июль 2011 года окормлял приходские храмы на территории Северного административного округа города Москвы (Всехсвятское благочиние).
С апреля 2011 года — настоятель храма Воскресения Словущего на Ваганьковском кладбище города Москвы.
27 июля 2011 года назначен епископом Ростовским и Новочеркасским с временным сохранением должности председателя Синодального отдела религиозного образования и катехизации.
С 5 октября 2011 года по 29 мая 2013 — временно исполняющий обязанности ректора Донской духовной семинарии.
6 октября 2011 года решением Священного Синода назначен главой новообразованной Донской митрополии, в связи с чем 8 октября в Успенском соборе Троице-Сергиевой лавры возведён в сан митрополита.
26 июля 2012 года освобождён от должности наместника Высоко-Петровского монастыря.
17 июля 2013 года дополнительно назначен настоятелем и председателем приходского совета храма Успения Пресвятой Богородицы в Вешняках города Москвы.
С 2014 года — заведующий, а с 2015 года — профессор кафедры «Православная культура и теология» Донского государственного технического университета.
16 апреля 2016 года решением Священного синода включён в состав делегации Русской православной церкви для участия во Всеправославном соборе.
1 февраля 2017 года решением Священного синода включён в состав созданного тогда же организационного комитета по реализации программы общецерковных мероприятий к 100-летию начала эпохи гонений на Русскую православную церковь.
18 октября 2019 года был представлен коллективу ООО «ХПП „Софрино“ РПЦ» как и. о. гендиректора. 25 августа 2020 года решением Священного синода освобождён от должности председателя Синодального отдела религиозного образования и катехизации и назначен на должность генерального директора художественно-производственного предприятия «Софрино». 17 июня 2021 года освобождён от должности генерального директора художественно-производственного предприятия «Софрино».

## Общественная позиция
В 2022 году поддержал российское вторжение на Украину, назвав нападение «защитой Отечества, нашей русской правды». В июле 2022 года, как «поддержавший агрессию России против Украины», был внесён ФБК в список разжигателей войны состоящий из лиц которые «используют свои религиозные организации для пропаганды агрессии и массового убийства», с предложением введения против него международных санкций. Национальное агентство по предотвращению коррупции Украины выступило с инициативой о введении против Иванова международных санкций так как он «пропагандирует агрессивную войну против Украины через религиозные структуры и вмешательство во внутрицерковные дела Украины».
В июне 2024 года подчеркнул, что внешний вид прихожан в храме — это не основа веры, а дань уважения: «Лучше пусть женщина зайдет в храм в брюках, чем не придет вообще».

## Награды
Церковные

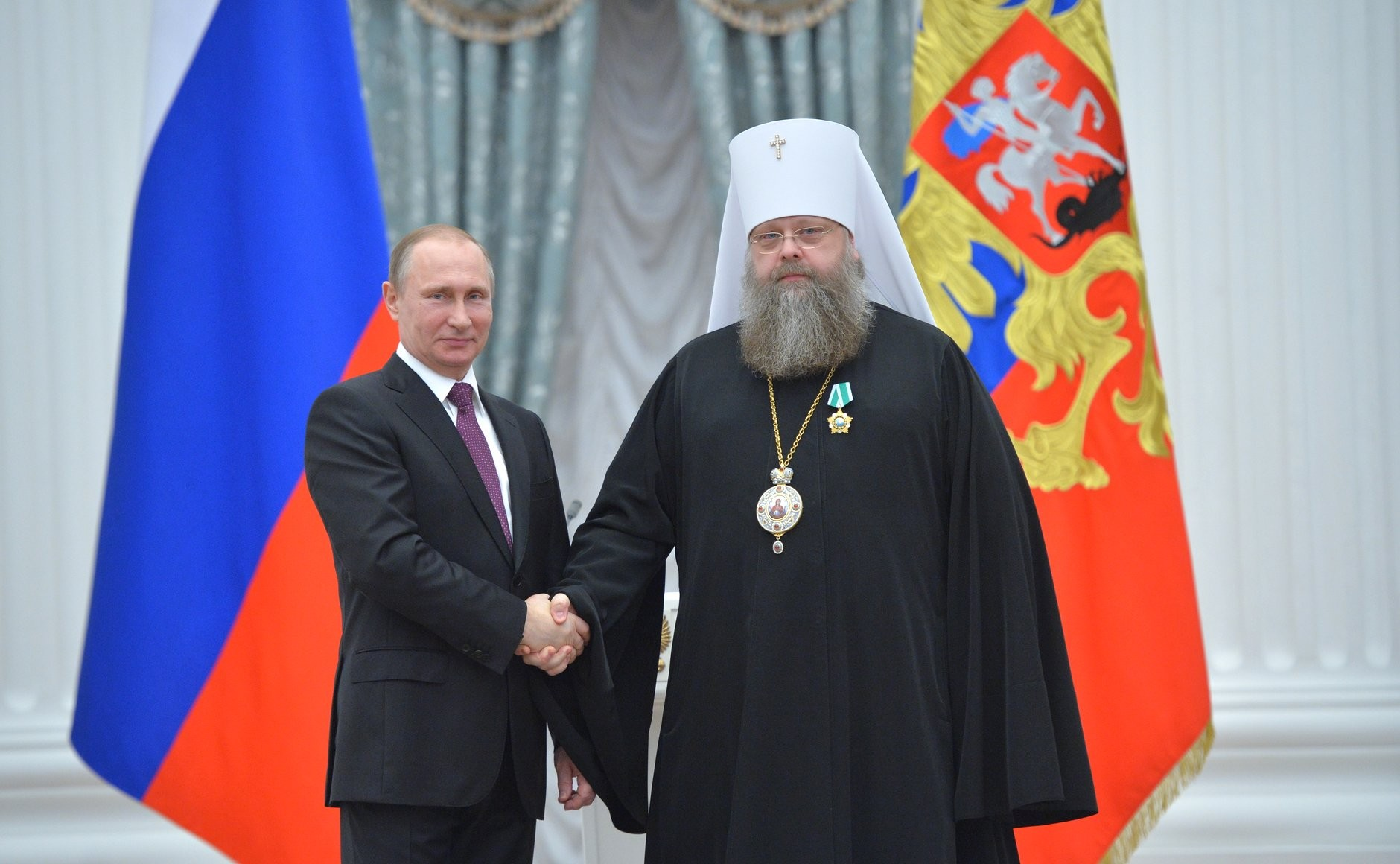
Награждение Орденом Дружбы, 10 марта 2016 года

- Орден святителя Иннокентия, митрополита Московского и Коломенского II степени (РПЦ, 18 ноября 2003) — во внимание к миссионерским трудам и в связи со 100-летием Свято-Николаевского Патриаршего Кафедрального собора в Нью-Йорке[30]
- Орден святого благоверного князя Даниила Московского II степени (РПЦ, сентябрь 2006[31])
- Орден святителя Иоанна Шанхайского и Сан-Францисского (РПЦЗ, 2009)
- Орден святого равноапостольного князя Владимира I степени (УПЦ МП, 2003)
- Орден «1020-летие Крещения Руси» (УПЦ МП, 2008 год)
- 2 ордена святителя Иннокентия, митрополита Московского и Коломенского II степени (Православная Церковь в Америке, 2003 и 2009 годы)
- Медаль «1020-летие Крещения Руси» (РПЦ, 2008)
- Грамота Синода Православной Церкви в Америке (2005)
- Грамота Архиерейского Синода РПЦЗ (2009)
- ордена святого благоверного князя Даниила Московского III степени (26 февраля 2019)[32]

Светские
- Орден «За заслуги перед Отечеством» III степени (3 апреля 2024 года) — за большой вклад в развитие духовных и культурных связей, активную просветительскую деятельность[33]
- Орден «За заслуги перед Отечеством» IV степени (21 октября 2019 года) — за большой вклад в развитие духовных и культурных связей, активную просветительскую деятельность[34]
- Орден Дружбы (22 декабря 2015 года) — за заслуги в укреплении духовных и культурных связей между народами[35]
- Орден «За заслуги перед Ростовской областью» (15 декабря 2023 года)[36]
- Медаль ордена «За заслуги перед Ростовской областью» (19 декабря 2018 года)[37]
- Благодарность Президента Российской Федерации (25 мая 2015 года) — за вклад в социально-экономическое развитие Российской Федерации, достигнутые трудовые успехи, активную общественную деятельность и многолетнюю добросовестную работу[38]
- Почётный доктор Донского государственного технического университета (1 июля 2013 года)[39]
- Почётная грамота Совета Федерации Федерального Собрания Российской Федерации (15 мая 2018 года) — за большой вклад в сохранение духовных и культурных традиций и активную просветительскую деятельность[40]

## Публикации
- Речь архимандрита Меркурия (Иванова) при наречении во епископа Зарайского. М., 2000. — № 3. — С. 23-30.
- «Труды блаж. Августина, епископа Иппонийского, как литургический источник». Санкт-Петербургская Духовная академия, кафедра Церковно-практических дисциплин, 2007 год (Кандидатская диссертация)[41]
- Поле жизни. — СПб.: Янус, 2007. — 168 с.
- Цели и перспективы религиозного образования // Альфа и Омега. 2009. — № 3 (56) — С. 70-77
- «Дыхание любви» (воспоминания об отце Иоанне (Крестьянкине)) // Журнал «Православная беседа». М., 2010. — № 4. — С. 36-38.
- «Нужно научить человека думать» // Журнал «Православное образование». М., лето 2011. С. 10-19.
- «Основы православной культуры» // Научно-теоретический журнал Российской академии образования «Педагогика». № 1, 2011. С. 34-40 (в соавторстве с Т. П. Довгий).
- Жизнь среди святых: О митрополит Псковском и Порховском Иоанне (Разумове). — ПЦ «Петровский», 2014. — 300 с. — ISBN 978-5-9905200-3-5.
- Предисловие // Оглашение на современном этапе: методическое пособие. — М. : Синодальный отдел религиозного образования и катехизации Русской Православной Церкви, 2015. — 56 с.
- Простые истории. — Москва: ЭйПиСиПаблишинг, 2019. — 422 с. — 1000 экз. — ISBN 978-5-6042131-2-4.

- «В перспективе мы хотим создать систему непрерывного православного образования — от детского сада до вуза» // Интервью ИА «Интерфакс», 23.07.2009.
- «Религия в школе: как объединить неравнодушных». Интервью интернет-порталу «Татьянин день», 07.08.2009.
- «Идите и говорите людям от сердца». Интервью газете «Церковный вестник», 22.08.2009.
- «Думать надо об одном: что нам делать сегодня, чтобы будущие поколения жителей России сберегли нашу страну как великое достояние наших предков. А как воспитать, например, чувство любви к Родине? На лучших примерах истории прошлого, которая неразрывно связана с Православием, его значением для сохранения государственности, отражения многочисленных нападений иноземных захватчиков, отстаивания отечественной веры как стержня национальной культуры». Интервью журналу «Регион-Центр», № VII—IX (58) 2009 г. С. 16-23.
- «Историческая память поможет нам сохранить единство». Интервью журналу «Российская Федерация сегодня», № 20, октябрь 2009. — С. 46.
- «Только с верой жизнь обретает смысл» // Православная беседа: журнал. М., 2010. — № 1. — С. 18-25.
- «Обращаясь к сердцу ребёнка» // Интервью журналу «Фома». М., 2010. — № 2 (82) февраль. — С. 61-66.
- «Стать украшением Первопрестольного града» // Русский инок. М., 2010. — Январь-март. — С. 6-10.
- «Мы делаем общее дело». Интервью епископа Зарайского Меркурия и директора Государственного литературного музея М. С. Гомозковой информационному порталу Отдела религиозного образования и катехизации 3 марта 2010 г.
- Епископ Зарайский Меркурий: «Нужно объединить наши усилия в деле просвещения» // Русский инок. 2010. — апрель-июнь. — C. 12-14
- «Родители должны быть ближе к Церкви». Интервью журналу «Покров». М., 2010. — № 6.
- Среди равных — но все же первая. Интервью газете «НГ-Религии» об апробации курса «Основы религиозных культур и светской этики», 18.08.2010.
- «Мы стоим в начале большого пути». Интервью «Журналу Московской Патриархии» о промежуточных итогах преподавания «Основ религиозных культур и светской этики» // ЖМП. 2010. — № 9 (сентябрь). С. 56-62.
- «Нам очень дорог Форт Росс». Интервью агентству религиозной информации «Благовест-инфо», 21.10.2009.
- «Монастырь — остров спасения». Интервью интернет-порталу «Татьянин день», 23.10.2009.
- «РПЦ взаимодействует с Минобрнауки от имени традиционных объединений РФ» // Интервью газете «НГ-Религии», 5.05.2011.
- Интервью «Ростовскому агентству новостей», 22.08.2011.
- «Нужно научить человека думать» // Интервью информационному агентству «Православное образование» для рубрики «Откровенный разговор», 7.07.2011.
- «Об итогах апробации ОПК в рамках курса ОРКСЭ» // Интервью радиостанции «Благовест» Йошкар-Олинской епархии, 19.09.2011.
- Интервью «Радио София» в прямом эфире, 4.01.2012.
- «Церковь отстаивает позицию равенства прав образовательных организаций» // Интервью информационному агентству «Православное образование», 10.02.2012.
- «Страна расплачивается за 1990-е» // Статья в газете «Культура», № 5 (7804) от 17.02.2012.
- «О новом формате Чтений» // Интервью журналу «Православное образование», зима 2012 г.
- Пресс-конференция для журналистов СМИ Южного региона, 01.03.2012.
- «Не надо ничего изобретать» // Интервью «Российской газете», 28.03.12.
- «Религиозные организации должны иметь право на экспертизу учебников и аккредитацию учителей по религиозным культурам» // Интервью для «Интерфакс-религия», 04.04.2012.
- «Деловой завтрак» в редакции «Российской газеты», 16.04.2012.
- «Воспитание должно быть непрерывным» // Интервью порталу Богослов.ru, 19.05.2012.
- Ответы на вопросы посетителей сайта Синодального информационного отдела в рамках онлайн-проекта «Актуальное интервью», 10.07.2012.
- «За 30 учебных часов изучить основы религиозной культуры невозможно» // Интервью «Российской газете» (федеральный выпуск № 5840 (167) от 24.07.2012).
- «Введение курса ОРКСЭ — вопрос национальной безопасности» // Интервью газете «Культура», 31.08.2012.
- «О состоянии системы грантовой поддержки образовательных проектов в России» // Интервью для электронного информационного дайджеста (№ 4) Исполнительной дирекции Координационного комитета по поощрению социальных, образовательных, информационных, культурных и иных инициатив под эгидой Русской Православной Церкви, «Образование и воспитание», 20.09.2012.
- «Православная культура в школе — пока только в 4 классе» // Интервью журналу «Православное образование», осень 2012 г.
- «О принятых Священным Синодом документах по деятельности воскресных школ» // Интервью для сайта «Илиинский приход», 28.12.2012.
- «Самое важное — мир сердечный»: интервью журналу «Вестник Донской митрополии». — № 3, январь 2013 г.
- «Святому человеку свойственно глубочайшее ощущение своей греховности и несовершенства» // Интервью журналу «Нация», 12.02.13.
- «В Рай палками не загнать»: интервью газете Культура", № 2, 18 — 24 января 2013 г.
- Интервью в рамках пресс-конференции в ИТАР-ТАСС в преддверии XXI Международных Рождественских образовательных чтений, 22.01.2013;
- «Встретить в своей жизни Воскресшего Господа»: Пасхальное интервью журналу «Вестник Донской митрополии». — № 4, май 2013;
- «Восстанавливая преемственность»: интервью по случаю 1025-летия Крещения Руси журналу «Вестник Донской митрополии». — № 5, август 2013 г.
- «Нужны энтузиасты с профессиональным образованием»: интервью порталу «Приходы», 08.10.2013;
- «Ввести человека в храм»: интервью газете «Добрые люди», № 6 (11) (30.11.2013);
- «Каждая Литургия — это невыразимый прилив сил и духовной радости» // портал «Дон православный» 10.11.2013;
- «Духовные цели выше инстинктов»: интервью журналу «Вестник Донской митрополии». — № 6, ноябрь 2013 г.
- «ЗДЕСЬ ЖИЗНЬ ДОЛЖНА БУРЛИТЬ»: интервью митрополита Ростовского и Новочеркасского Журналу «Семинарист» 2014 г.
- «Учусь принимать все, что посылает мне Господь»: интервью журналу «Вестник Донской митрополии». — № 7, февраль 2014 г.
- «Свободный выбор изучения религиозной культуры в школе не может быть поставлен под сомнение»: интервью порталу «Православное образование» 2014 г.
- «Прикосновение к подвигу и чуду»: интервью порталу «Православное образование» 2014 г.